# Eunicella filum
Eunicella filum is een zachte koraalsoort uit de familie Gorgoniidae. De koraalsoort komt uit het geslacht Eunicella. Eunicella filum werd in 1992 voor het eerst wetenschappelijk beschreven door Grasshoff. 